# Katīk Lāhījān
Katīk Lāhījān (persiska: Katīk-e Lāhījān, کتیک لاهیجان) är en ort i Iran.   Den ligger i provinsen Gilan, i den nordvästra delen av landet, 230 km nordväst om huvudstaden Teheran. Katīk Lāhījān ligger 2 meter över havet och antalet invånare är 807.
Terrängen runt Katīk Lāhījān är platt.Runt Katīk Lāhījān är det ganska tätbefolkat, med 155 invånare per kvadratkilometer. Närmaste större samhälle är Rasht, 17,4 km väster om Katīk Lāhījān. Trakten runt Katīk Lāhījān består till största delen av jordbruksmark.